# Zoltán Hercegfalvi
Zoltán Hercegfalvi (* 31. prosinec 1979, Budapešť) je maďarský fotbalista hrající za klub FCU Neustadtl.

## Klubová kariéra
V české nejvyšší fotbalové lize hrál na postu útočníka v dresu číslo 26 za klub SK Slavia Praha, odkud ale po sezoně 2005/06 odešel - klub neuplatnil opci. Ke dni 10. května 2006 odehrál v Gambrinus lize 9 zápasů a zatím nevstřelil žádný gól. Po české lize se opět přesunul do Maďarska.

## Reprezentační kariéra
Hrál také za maďarskou reprezentaci, v roce 2003 odehrál jeden zápas a v roce 2004 dva.